# بيض مخفوق
بيض مخفوق (بالإنجليزية: Scrambled eggs)‏ هو طبق يصنع من البيض (عادة بيض الدجاج) يتم خفقه وتقليبه أثناء التسخين برفق وعادة يضاف إليه الملح، زبدة، زيت ومكونات أخرى في بعض الأحيان.

## تاريخ
البيض المخفوق هو أسلوب قديم مُتبع، فقد تم رصد أقدم وصفة موثقة للبيض المخفوق كانت في كتاب الطبخ الإيطالي "Libro della cucina" والذي يعود للقرن الرابع عشر ميلادي.

## أنظر أيضًا
- خليط البيض